# Nakamura Yuichi (diễn viên)
Nakamura Yūichi (中村 優一 Trung Thôn Viên Nhất) là một diễn viên người Nhật Bản, được biết đến qua vao diễn Kiriya Kyōsuke trong bộ năm 2005 của series Kamen Rider Hibiki và Sakurai Yūto/Kamen Rider Zeronos trong Kamen Rider Den-O.

## Sự nghiệp
Nakamura Yuichi bắt đầu sự nghiệp giải trí của mình từ năm 2003 với việc gia nhập Johnny & Associates. Tuy nhiên, đến năm 2004, anh nhận ra mình có niềm đam mê với âm nhạc hơn là điện ảnh. Anh rời Johnny & Associates và cố gắng theo đuổi sự nghiệp âm nhạc. Ngày 27 tháng 7 năm 2004, Nakamura lần đầu tiên được trình diễn trong D-BOYS Open Audition và đã giành giải nhất. Sau đó anh được gia nhập nhóm một cách dễ dàng cùng với Igarashi Shunji (người về nhì trong Open Audition). Nakamura Yuichi hiện là một trong những người trụ lại khá lâu của D-Boys và không ngừng phát triển từng ngày.
Tháng 3 năm 2010 để kỉ niệm 10 năm thành lập WE, thay mặt cho các thành viên trong nhóm, special D-BOYS unit đã được thành lập và anh đã được chọn vào cùng với các thành viên Igarashi Shunji, Seto Kōji, Araki Hirofumi và thành viên thứ 5 được quyết định thông qua 2010 D-BOYS Audition - Horii Arata.

## Những phim đã tham gia

### Phim truyền hình
| Tên                                                                | Nhân vật                         | Năm  | Kênh                      |
| ------------------------------------------------------------------ | -------------------------------- | ---- | ------------------------- |
| Gokusen 2                                                          | Kawada Yūichi                    | 2005 | Nippon Television         |
| Daisuki! Itsugo Go!!                                               | n/a                              | 2005 | Tokyo Broadcasting System |
| Kamen Rider Hibiki                                                 | Kiriya Kyosuke                   | 2005 | TV Asahi                  |
| Kitana(i) Hero                                                     | Onodera Hiroshi                  | 2006 | Nippon Television         |
| Princess Princess D                                                | Hanazono Otoya                   | 2006 | TV Asahi                  |
| DD-BOYS Lưu trữ ngày 20 tháng 8 năm 2006 tại Wayback Machine       | Himself                          | 2006 | TV Asahi                  |
| Kazoku Zenzai Lưu trữ ngày 6 tháng 2 năm 2009 tại Wayback Machine  | Kamizawa Kō                      | 2006 | Tokyo Broadcasting System |
| Puzzle Lưu trữ ngày 8 tháng 7 năm 2007 tại Wayback Machine         | Ootaka Masanori                  | 2007 | TV Asahi                  |
| Shinigami no Ballad                                                | Hayama Makoto                    | 2007 | TV Tokyo                  |
| Delicious Gakuin                                                   | Nangō Ryōji                      | 2007 | TV Tokyo                  |
| Kamen Rider Den-O                                                  | Sakurai Yūto/Kamen Rider Zeronos | 2007 | TV Asahi                  |
| Homeroom on the Beachside                                          | Misaki Masayuki                  | 2008 | Fuji Television           |
| Twin Spica                                                         | Suzuki Shū                       | 2009 | NHK                       |
| Inazuma Eleven                                                     | Mark Kluger                      | 2009 | TV Tokyo                  |
| Last Mail 2 Lưu trữ ngày 3 tháng 3 năm 2012 tại Wayback Machine    | Yamada Kazuki                    | 2009 | BS Asahi                  |
| The Negotiator Lưu trữ ngày 5 tháng 4 năm 2015 tại Wayback Machine | Miura Tomoyuki                   | 2009 | TV Asahi                  |
| Sunao ni Narenakute                                                | Mizuno Shu                       | 2010 | Fuji Television           |
| Jotei Kaoruko Lưu trữ ngày 22 tháng 7 năm 2010 tại Wayback Machine | Kojima Junpei                    | 2010 | TV Asahi                  |
| Moyashimon Lưu trữ ngày 25 tháng 2 năm 2010 tại Wayback Machine    | Tadayasu Souemon Sawaki          | 2010 | Fuji Television           |

### Phim điện ảnh
| Tên                                                                    | Nhân vật                         | Năm  |
| ---------------------------------------------------------------------- | -------------------------------- | ---- |
| Kamen Rider Den-O: I'm Born!                                           | Sakurai Yūto/Kamen Rider Zeronos | 2007 |
| Kamen Rider Den-O & Kiva: Climax Deka                                  | Sakurai Yūto/Kamen Rider Zeronos | 2008 |
| Saraba Kamen Rider Den-O: Final Countdown                              | Sakurai Yūto/Kamen Rider Zeronos | 2008 |
| Doukyuusei Lưu trữ ngày 20 tháng 2 năm 2012 tại Wayback Machine        | Shibahara Jun                    | 2008 |
| Taiikukan Baby Lưu trữ ngày 20 tháng 2 năm 2012 tại Wayback Machine    | hibahara Jun                     | 2008 |
| Shakariki! Lưu trữ ngày 20 tháng 2 năm 2012 tại Wayback Machine        | Hatomura Daisuke (Poppo)         | 2008 |
| Bokura no Houteishiki                                                  | Shimokura Shinpei                | 2008 |
| Kaze Ga Tsuyoku Fuiteiru                                               | Kashiwazaki Akane                | 2009 |
| Cho Kamen Rider Den-O & Decade Neo Generations: The Onigashima Warship | Sakurai Yūto/Kamen Rider Zeronos | 2009 |
| Wangan Midnight The Movie                                              | Asakura Akio                     | 2009 |
| Kamen Rider × Kamen Rider × Kamen Rider The Movie: Cho-Den-O Trilogy   | Sakurai Yūto/Kamen Rider Zeronos | 2010 |
| Super Hero Taisen GP: Kamen Rider 3                                    | Sakurai Yūto/Kamen Rider Zeronos | 2015 |

## Media khác

### Radio
- SUNDAY TALKING D-THEATER feat. Yuichi Nakamura -I'll always be beside you- Lưu trữ ngày 9 tháng 3 năm 2012 tại Wayback Machine (Bay-fm, chủ nhật 21:30-21:57)
- D-Boys Be Ambitious (2010)

### Sân khấu
- Please Me (2005)
- Limit - Anata no monogatari wa nan desu ka? (2005)
- Sophistry (2006)
- Out of Order (2007)
- D-BOYS STAGE Vol.1: Kanbai Onrei (2007)
- Adult na Onnatachi (2007)
- Aruhi, bokura ha yume no naka de deau (2007)
- D-BOYS STAGE Vol.2: Last Game (2008)
- D-BOYS STAGE Vol.3: ~KARASU~ 10 (2009)
- D-BOYS STAGE 2010: Trial-2: Last Game (2010)

### Lồng tiếng
- Kemono no Gotoku Hisoyaka Ni: Kotodama Tsukai drama CD (2007)
- Kamen Rider Battle: Ganbaride video game (2008)
- Bihada Ichizoku anime (2008)

### Endorsements
- Kentucky Fried Chicken: Arigato no Uta (2007)
- Sapporo Beverage: Gerolsteiner (2008)

## Quảng cáo truyền thông
Nakamura cũng tham gia phát hành nhiều hình thức quảng cáo:

### CDs
- Princess Princess D: Character Song Series Vol.2: Shiawase no Yokan - Yuichi Nakamura, Kento Shibuya & Kazuma
- Kamen Rider Den-O: Action-ZERO - Yuichi Nakamura & Hōchū Ōtsuka
- Doukyusei/Taiikukan Baby: Doukyusei,Taiikukan Baby - Yuichi Nakamura
- Bokura no Houteishiki: Futari dake no Happy Birthday -with Bokushiki Member-  - Honey L Days with Bokushiki Member
- Kamen Rider Den-O: Action-ZERO 2010 - Yuichi Nakamura & Hōchū Ōtsuka

### DVDs
- Princess Princess D: Character Image DVD vol.2 (2006/10)
- Kamen Rider Den-O: I'm Born! making DVD -from the den-liner's window- (2007/07)
- Kamen Rider Den-O: Special Talk Show -close in, all imagin! it's climax!- (2007/11)
- Kamen Rider Den-O: Final Stage and Cast Talk Show (2008/04)
- Boku no Hoteishiki: Actor Nakamura Yuichi (2008/10)
- Kamen Rider Den-O & Kiva: Climax Deka: Collector's pack plus DEN-KIVA festival (2008/11)
- D-BOYS BOY FRIEND series vol.2: YUICHI NAKAMURA SELF-DISCOVERY (2009/08)
- Making Of Wangan Midnight The Movie ~Asakura Akio in Akuma no Z~ (2009/08)
- D-BOYS BOY FRIEND series vol.7: 7 HEROES (2010/02)
- Kamen Rider × Kamen Rider × Kamen Rider The Movie: Cho-Den-O Trilogy: Imagin super climax tour 2010 (2010/09)

### Album ảnh
- D-BOYS: D-BOYS (2005/04, ISBN 4-924566-42-X)
- D-BOYS: START! (2006/03, ISBN 4-05-403035-1)
- Official Photo Album Princess Princess D (2006/08, ISBN 4-403-65027-9)
- Princess Princess D Making Book (2006/10, ISBN 4-403-65028-7)
- Kamen Rider Den-O Character Book vol. 01 (2007/08 ISBN 978-4-02-213800-2)
- Den-O Perspective (2008/01 ISBN 978-4-8130-6206-6)
- Kamen Rider Den-O Character Book vol. 02 (2008/03 ISBN 978-4-02-213820-0)
- Yuichi (2008/03 ISBN 978-4-05-403727-4) - solo photobook
- D-BOYS in the movie: Shakariki! (2008/08, ISBN 4-8470-4122-4)
- DEN-O FINAL INVITATION (2008/09 ISBN 4-7778-0596-4)
- Bokura no Houteishiki: Official Photobook (2008/09 ISBN 4-8130-8012-X)
- D-BOYS: DASH! (2008/12, ISBN 4-04-895035-5)
- DEN-O NEO GENERATION!! [+ DECADE] (2009/06 ISBN 978-4-7778-0664-5)
- D-BOYS: DARLING (2010/03 ISBN 978-4-391-13869-6)
- Kamen Rider × Kamen Rider × Kamen Rider The Movie: Cho-Den-O Trilogy: Episode Red Official Guide Book (2010/05 ISBN 978-4-04-885060-5)
- Kamen Rider × Kamen Rider × Kamen Rider The Movie: Cho-Den-O Trilogy: Character Book (2010/06 ISBN 978-4-86336-091-4)
- Kamen Rider × Kamen Rider × Kamen Rider The Movie: Cho-Den-O Trilogy: Complete Book -DEN-O TRILOGIC- (2010/07 ISBN 978-4-7778-0790-1)
- Birth -Standing There- (2010/10, ISBN 978-4-04-895087-9) - solo photobook